# 2006年のスポーツ
< 2006年
- 年度別スポーツ記事一覧

2006年のスポーツでは、2006年（平成18年）のスポーツ関連の出来事についてまとめる。
2006年前後：2005年のスポーツ - 2006年のスポーツ - 2007年のスポーツ

## できごと
下記のスポーツはそれぞれの個別記事を参照すること。
2006年の野球（プロ野球、MLB）、2006年のサッカー、2006年の相撲、2006年のバレーボール、2006年のバスケットボール、2006年の日本競馬、2006年のNFL
ただし上記に含まれるスポーツのうち、世界的な影響があった事件、一般社会に対しても長期的かつ大きな影響を及ぼした事件や快挙、複数のスポーツに跨る事態等については本項に重複記載する。

### 1月 - 3月
- 1月3日
  - 第82回箱根駅伝で、亜細亜大学が逆転で総合初優勝。駒澤大学の5連覇を阻止。なお往路優勝は順天堂大学、復路優勝は法政大学で、亜細亜大学はそれぞれ6位と2位だった。
  - 第59回ライスボウルが東京ドームで行われ、社会人（Xリーグ）代表のオービックシーガルズが学生代表の法政大学トマホークスを47-17で降し、7年ぶり3回目の日本一に。
  - 全国高校ラグビー準々決勝で、戦後初の5大会連続優勝を狙った啓光学園が大阪工大高との大阪ダービーマッチに敗れる。なお、大会は伏見工業高校が優勝し、近畿勢は8大会連続の優勝。
- 1月8日 - 全国大学ラグビーフットボール選手権大会で、早稲田大学が関東学院大学を41-5で下し、2年連続13回目の大学日本一。
- 1月15日 - 京都市で開催した第24回全国都道府県対抗女子駅伝競走大会。地元・京都が2時間15分26秒で2年連続、節目の10回目の優勝を果たす。
- 1月22日
  - 広島市で開催された全国都道府県対抗男子駅伝で、長野県が3連覇。
  - 南アフリカ共和国で行われた第2回女子ワールドカップゴルフで、アニカ・ソレンスタムを擁するスウェーデンが通算7アンダーで初優勝、連覇を狙った日本の宮里藍・横峯さくらペアは終始不調で優勝争いに一度も絡むことなく、通算8オーバーの12位に終わり連覇を逃した。
  - NBAロサンゼルス・レイカーズのコービー・ブライアントが、トロント・ラプターズ戦で、NBA歴代2位となる1試合81得点を記録し、チームも122-104で快勝。
- 1月26日
  - 大学アメリカンフットボールの名門チーム、京都大学ギャングスターズの元部員で、京都大学4年生在学中の3人が、2005年12月23日に京都市左京区のマンションで女子大生2人を泥酔させ暴行した集団強姦容疑で京都府警川端署に逮捕された。3人は容疑を否認。
  - スーパーアグリ・フォーミュラ1のF1参戦申請がFIAによって正式承認される。これにより今期のF1は11チーム22ドライバーによって争われることとなった。
- 1月27日 - フィギュアスケート四大陸選手権（アメリカ・コロラド州コロラドスプリングス）男子で、織田信成が初出場で優勝。
- 1月28日
  - 全豪オープンテニス女子シングルスで、アメリ・モレスモがテニス4大大会初優勝。
  - フィギュアスケート四大陸選手権（アメリカ・コロラド州コロラドスプリングス）女子で、中野友加里が2位。優勝は16歳のケイティ・ケラー（アメリカ）
- 1月29日
  - 大阪国際女子マラソンで、キャサリン・ヌデレバ（ケニア）が2時間25分4秒で優勝。日本勢最高は2位に入った小幡佳代子（アコム）。
  - WBC世界フェザー級タイトルマッチで、挑戦者の越本隆志（Fukuoka所属）が、チャンピオンの池仁珍(韓国)を2-1の判定で破り、王座奪取。日本人最年長の世界王者が誕生した。
- 1月30日 - 元部員の集団強姦容疑での逮捕を受け、京都大学ギャングスターズが、6月までの春季公式戦の辞退を発表。防具を装着しての練習も当分自粛。
- 2月5日
  - 別府大分毎日マラソンで、ゲルト・タイス（南アフリカ）が優勝。日本勢最高は佐藤智之（旭化成）の2位。
  - ラグビートップリーグ上位8チームのトーナメントで争われたマイクロソフトカップ決勝は、トップリーグ優勝の東芝府中と、同6位のサントリーの対戦となり、東芝府中が33-18で勝ち2連覇、2年連続でトップリーグとの2冠となった。
  - 丸亀ハーフマラソンで、福士加代子（ワコール）が、それまで野口みずき（シスメックス）が持っていた日本記録・アジア記録を57秒更新する1時間7分26秒で優勝。野口みずきも自己記録を更新する1時間7分43秒で2位
  - テニス・東レパンパシフィックオープンで、エレーナ・デメンチェワ（ロシア）がマルチナ・ヒンギス（スイス）を破り初優勝。
  - イタリア北部のブッソレーノで、高速鉄道建設反対のデモ隊により2006年トリノオリンピックの聖火リレーが妨害されそうになったため、急遽ルートを変更するアクシデントに。
  - NFL第40回スーパーボウルがフォード・フィールド（ミシガン州デトロイト）で行われ、ピッツバーグ・スティーラーズがシアトル・シーホークスを21-10で下し、26年ぶり5度目のチャンピオン。レギュラーシーズン6位からのタイトル獲得は初。
- 2月9日 - トリノで開かれたIOC総会に提出された、2012年ロンドンオリンピックでの野球、ソフトボールの復活開催についての嘆願に基づき、IOC委員による投票が行われたが、ともに4票差で復活案否決。
- 2月10日 - 2006年トリノオリンピック開幕
- 2月11日 - 2006年トリノオリンピック競技1日目、スキージャンプノーマルヒル予選で、原田雅彦が、BMIに基づき規定された長さより長いスキー板を使用したとして予選失格。
- 2月12日
  - 男子単独の大会としては最後となる東京国際マラソンで、アンベッセ・トロッサ（エチオピア）が優勝。連覇を狙った高岡寿成は2位に終わる
  - ラグビー日本選手権で、早稲田大学がトップリーグ4位のトヨタ自動車に28-24で勝利。大学チームが社会人上位チームに勝利するのは1988年の同大学以来18年ぶり。
- 2月14日 - 2006年トリノオリンピック、ノルディックスキー距離女子スプリントで、日本が女子の距離種目で初となる8位入賞
- 2月19日 - 鈴鹿サーキットで行われたアマチュアオートバイレース「2006鈴鹿・近畿選手権シリーズ第1戦」で、転倒した選手を同選手の乗っていた600ccバイクが直撃し、選手が死亡
- 2月23日 - 2006年トリノオリンピック女子フィギュアスケートで、荒川静香が金メダルを獲得。日本人選手として男女を通じて初のフィギュアスケートの金メダルであると同時に、同大会日本人選手初のメダル。また村主章枝も4位入賞。
- 2月25日
  - 2006年トリノオリンピック、アルペンスキー男子回転で、皆川賢太郎が3位と0.03秒差の4位、湯浅直樹が7位に入り、日本人として1956年コルチナ・ダンペッツオオリンピックの同種目で銀メダルを獲得した猪谷千春（現IOC副会長）以来50年ぶりにアルペンスキーでの入賞を果たす
- 2月26日
  - 日本ラグビーフットボール選手権大会決勝で東芝府中とNECが6-6で引き分け両チーム優勝。東芝府中はトップリーグ、マイクロソフトカップと合わせ3冠。NECは大会連覇。
  - 横浜国際女子駅伝でロシアが8度目の優勝。連覇を狙った日本は3位に終わる。
  - 前日から東京辰巳国際水泳場で開催された競泳日本短水路選手権が終了。2日間で10の短水路日本新記録誕生。
  - 2006年トリノオリンピック閉幕。過去最多の26ヶ国の選手がメダルを獲得。日本はメダル1つに終わる
- 3月4日 - WBAミニマム級チャンピオンの新井田豊が4度目の防衛。同級日本人最多防衛記録を更新した。

### 4月 - 6月
- 4月1日 - 世界クロスカントリー選手権女子団体戦で日本チームが銅メダル獲得。
- 4月16日 - ゴルフの不動裕理、史上最年少40勝を達成。
- 5月2日 - 国際弓道連盟設立。
- 5月14日 - 近鉄花園ラグビー場で行われたラグビー・リポビタンDチャレンジ日本vsグルジア戦にて、大畑大介がテストマッチ通算65トライの世界新記録達成。
- 5月17日 - カーリングの小野寺歩と林弓枝が、競技の第一線から退くことを発表。
- 6月18日 - 日本スケート連盟、橋本聖子を会長に選出。

### 7月 - 9月
- 8月1日 - 東海大学K2登山隊が登頂に成功。日本人女性初の登頂と世界最年少登頂を達成。
- 8月2日 - WBAライトフライ級の亀田興毅、判定で世界王座獲得。
- 8月5日 - 日本選手権水泳競技大会飛込競技女子高飛び込みで14歳の浅田梨紗（JSS宝塚）が優勝、26年ぶりの中学生女王誕生。
- 8月22日 - 陸上競技のジャスティン・ガトリンがドーピング違反により8年間出場停止処分に。
- 9月3日 - ソフトボール日本代表、日本国内での2008年北京オリンピック出場権獲得1号。

### 10月 - 12月
- 10月1日 - 世界女子レスリング選手権で、日本勢は初の全階級7階級メダル獲得。
- 10月19日 - フランス・凱旋門賞3着のディープインパクトから禁止薬物が検出されたと発表。
- 11月16日 - ディープインパクト、凱旋門賞失格と発表。
- 11月25日 - ラグビー・ワールドカップに日本が6大会連続6度目の出場権獲得。
- 12月17日 - カーリングで新生チーム青森が世界選手権切符獲得。
- 12月20日 - WBAライトフライ級チャンピオンの亀田興毅、初防衛。

## 総合競技大会
- 第20回2006年トリノオリンピック（2月10日 - 26日） - 日本の獲得メダル : 金1

| 第20回トリノオリンピック       | 第20回トリノオリンピック | 第20回トリノオリンピック | 第20回トリノオリンピック | 第20回トリノオリンピック | 第20回トリノオリンピック |
| 順位                           | 国・地域名               | 金                       | 銀                       | 銅                       | 計                       |
| ------------------------------ | ------------------------ | ------------------------ | ------------------------ | ------------------------ | ------------------------ |
| 1                              | ドイツ                   | 11                       | 12                       | 6                        | 29                       |
| 2                              | アメリカ合衆国           | 9                        | 9                        | 7                        | 25                       |
| 3                              | オーストリア             | 9                        | 7                        | 7                        | 23                       |
| 4                              | ロシア                   | 8                        | 6                        | 8                        | 22                       |
| 5                              | カナダ                   | 7                        | 10                       | 7                        | 24                       |
| 6                              | スウェーデン             | 7                        | 2                        | 5                        | 14                       |
| 7                              | 韓国                     | 6                        | 3                        | 2                        | 11                       |
| 8                              | スイス                   | 5                        | 4                        | 5                        | 14                       |
| 9                              | イタリア                 | 5                        | 0                        | 6                        | 11                       |
| 10                             | フランス                 | 3                        | 2                        | 4                        | 9                        |
| 詳細はメダル受賞数一覧を参照。 |                          |                          |                          |                          |                          |

- 第9回トリノパラリンピック（3月10日 - 19日） - 日本の獲得メダル : 金2、銀5、銅2
- 第18回コモンウェルスゲームズ（3月15日 - 3月26日、 オーストラリア・メルボルン）

| 第18回コモンウェルスゲームズ   | 第18回コモンウェルスゲームズ | 第18回コモンウェルスゲームズ | 第18回コモンウェルスゲームズ | 第18回コモンウェルスゲームズ | 第18回コモンウェルスゲームズ |
| 順位                           | 国・地域名                   | 金                           | 銀                           | 銅                           | 計                           |
| ------------------------------ | ---------------------------- | ---------------------------- | ---------------------------- | ---------------------------- | ---------------------------- |
| 1                              | オーストラリア               | 84                           | 69                           | 68                           | 221                          |
| 2                              | イングランド                 | 36                           | 40                           | 34                           | 110                          |
| 3                              | カナダ                       | 26                           | 29                           | 31                           | 86                           |
| 4                              | インド                       | 22                           | 17                           | 11                           | 50                           |
| 5                              | 南アフリカ共和国             | 12                           | 13                           | 13                           | 38                           |
| 6                              | スコットランド               | 11                           | 7                            | 11                           | 29                           |
| 7                              | ジャマイカ                   | 10                           | 4                            | 8                            | 22                           |
| 8                              | マレーシア                   | 7                            | 12                           | 10                           | 29                           |
| 9                              | ニュージーランド             | 6                            | 12                           | 13                           | 31                           |
| 10                             | ケニア                       | 6                            | 5                            | 7                            | 18                           |
| 詳細はメダル受賞数一覧を参照。 |                              |                              |                              |                              |                              |

- 第15回アジア競技大会（12月1日 - 15日、 カタール・ドーハ） - 日本の獲得メダル : 金50、銀71、銅77
- 第61回のじぎく兵庫国体（冬季スケート・アイスホッケー - 北海道・1月28日 - 2月1日、冬季スキー - 2月19日 - 22日・群馬県、本大会 - 9月30日 - 10月10日・兵庫県）
天皇杯順位：優勝兵庫県、第2位埼玉県、第3位東京都
皇后杯順位：優勝兵庫県、第2位埼玉県、第3位大阪府
- 06総体THE近畿（8月1日 - 25日）
- のじぎく兵庫大会（10月14日 - 16日、兵庫県）

## アイスホッケー
- 2006年トリノオリンピックのアイスホッケー競技（2月11日 - 26日、 イタリア・トリノ）
男子決勝:  スウェーデン 3-2  フィンランド
女子決勝:  カナダ 4-1  スウェーデン
- アイスホッケー世界選手権決勝（ ラトビア・リガ・5月21日）
 スウェーデン 4-0  チェコ
- NHLスタンレーカップファイナル（6月5日 - 19日）
カロライナ・ハリケーンズ（東） （4勝3敗） エドモントン・オイラーズ（西）
- 全日本アイスホッケー選手権決勝（真駒内アイスアリーナ・3月5日）
日本製紙クレインズ 6-4 王子製紙
- アジアリーグアイスホッケー・プレーオフ・ファイナル（釧路アイスアリーナ、サントリー東伏見アイスアリーナ・3月18日 - 26日）
コクド （3勝2敗） 日本製紙クレインズ

## アメリカンフットボール

### NFL

#### カンファレンスチャンピオンシップ
ともに1月22日。右側がホームチーム
- AFC : ピッツバーグ・スティーラーズ 34 - 17 デンバー・ブロンコス
- NFC : カロライナ・パンサーズ 14 - 34 シアトル・シーホークス

#### スーパーボウルXL
2月5日、フォード・フィールド（ミシガン州デトロイト）
- ピッツバーグ・スティーラーズ 21 - 10 シアトル・シーホークス

ピッツバーグ・スティーラーズは26年ぶり5度目のスーパーボウル制覇

#### プロボウル
2月12日、アロハ・スタジアム
- ナショナル・フットボール・カンファレンス 23 - 17 アメリカン・フットボール・カンファレンス

### 日本の大会
- ライスボウル（1月3日・東京ドーム）
オービックシーガルズ（Xリーグ代表） 47 - 17 法政大学トマホークス（学生代表）
- ジャパンXボウル（12月16日・京セラドーム大阪）
オンワードスカイラークス 24 - 21 鹿島ディアーズ
- 甲子園ボウル（12月17日・阪神甲子園球場）
法政大学トマホークス 45 - 43 関西学院大学ファイターズ

## オートレース
- 全日本選抜オートレース（飯塚オートレース場・3月17日 - 21日）優勝 : 岡部聡
- オールスターオートレース（船橋オートレース場・4月26日 - 30日）優勝 : 浦田信輔
- オートレースグランプリ（飯塚オートレース場・9月20日 - 24日）優勝 : 田中茂
- 日本選手権オートレース（浜松オートレース場・11月1日 - 5日）優勝 : 田中茂
- スーパースター王座決定戦（川口オートレース場・12月20日 - 12月24日）優勝 : 田中茂

## オリエンテーリング
- 世界オリエンテーリング選手権（8月1日 - 5日、 デンマーク・オーフス）
  - ロング競技（男子）優勝: ヤニ・ラカネン（ フィンランド）
  - ロング競技（女子）優勝: シモーネ・ニグリ＝ルーダー（ スイス）
  - ミドル競技（男子）優勝: ホルガー・ホット・ヨハンセン（ ノルウェー）
  - ミドル競技（女子）優勝: シモーネ・ニグリ＝ルーダー（ スイス）
  - スプリント競技（男子）優勝: エミル・ウィングステッド（ スウェーデン）
  - スプリント競技（女子）優勝: ハニー・アルストン（ オーストラリア）
  - リレー競技（男子）優勝:  ロシア
  - リレー競技（女子）優勝:  フィンランド

## カーリング
- 2006年トリノオリンピックのカーリング競技（2月13日 - 24日、 イタリア・トリノ）
男子決勝:  カナダ 10-4  フィンランド
女子決勝:  スウェーデン 7-6  スイス
- 世界女子カーリング選手権大会（3月18日 - 26日、 カナダ）
決勝 : スウェーデン 10-9 アメリカ合衆国
- 世界男子カーリング選手権大会（4月1日 - 9日、 アメリカ合衆国）
決勝 : スコットランド 7-4 カナダ
- 第16回パシフィックカーリング選手権（11月20日 - 26日、ダイドードリンコアリーナ）
男子決勝 : オーストラリア 8-5 韓国
女子優勝 : 中国 8-3 韓国
- 第23回日本カーリング選手権大会（男子 - 3月1日 - 5日・軽井沢町風越公園スカップ軽井沢、女子 - 3月8日 - 12日・青森市スポーツ会館）
男子決勝 : チーム浅間 11-3 SC軽井沢クラブ
女子決勝 : チーム青森 9-3 チーム長野
- 2007年世界女子カーリング選手権大会日本代表チーム選考会（12月16日 - 17日、北見市常呂町カーリングホール）
チーム青森 （3勝2敗） チーム長野

## キックボクシング
- WMAF世界スーパーウェルター級タイトルマッチ（12月3日）
白須康仁（MA日本ウェルター級王者 花澤所属）○ 2RTKO × 笛吹丈太郎（NJKFウェルター級王者 大和所属）

## 競艇
- 新鋭王座決定戦競走（唐津競艇場・1月24日 - 29日）優勝 : 中野次郎
- 女子王座決定戦競走（浜名湖競艇場・2月28日 - 3月5日）優勝 : 横西奏恵
- 総理大臣杯競走（平和島競艇場・3月16日 - 21日）優勝 : 中澤和志
- 競艇名人戦競走（尼崎競艇場・4月18日 - 23日）優勝 : 万谷章
- 笹川賞競走（戸田競艇場・5月23日 - 28日）優勝 : 山崎智也
- グランドチャンピオン決定戦競走（浜名湖競艇場・6月20日 - 25日） 優勝 :坪井康晴
- オーシャンカップ競走（若松競艇場・7月25日 - 30日） 優勝 :松井繁
- モーターボート記念競走（桐生競艇場・8月29日 - 9月3日）優勝 :中村有裕
- 全日本選手権競走（福岡競艇場・10月24日 - 10月29日）優勝 :魚谷智之
- 競艇王チャレンジカップ競走（丸亀競艇場・11月21日 - 11月26日）優勝 :三嶌誠司
- 賞金王シリーズ戦競走（住之江競艇場・12月19日 - 12月24日）優勝 :赤岩善生
- 賞金王決定戦競走（住之江競艇場・12月21日 - 12月24日）優勝 :松井繁

## 競馬

### アイルランド
- アイリッシュダービー（カラ競馬場・7月2日）優勝 : ディラントーマス、騎手 : キーレン・ファロン
- アイリッシュチャンピオンステークス（レパーズタウン競馬場・9月9日）優勝 : ディラントーマス、騎手 : キーレン・ファロン
- アイルランド平地最多勝利騎手 : デクラン・マクドノー

### アメリカ合衆国
- ケンタッキーオークス（チャーチルダウンズ競馬場・5月5日）優勝 : レモンズフォーエバー、騎手 : マーク・グイドリー
- ケンタッキーダービー（チャーチルダウンズ競馬場・5月6日）優勝 : バーバロ、騎手 : エドガー・プラード
- プリークネスステークス（ピムリコ競馬場・5月20日）優勝 : バーナーディニ、騎手 : ハビエル・カステリャーノ
- ベルモントステークス（ベルモントパーク競馬場・6月10日）優勝 : ジャジル、騎手 : フェルナンド・ハラ
- ハンブルトニアン（メドウランズ競馬場・8月5日）優勝 : グライドマスター、馭手 : ジョン・キャンベル

グライドマスターは、ケンタッキーフューチュリティ、ヨンカーズトロットも制しトロッター三冠を達成。
- アーリントンミリオン（アーリントンパーク競馬場・8月12日）優勝 : ザティンマン、騎手 : ビクター・エスピノーザ
- ブリーダーズカップターフ（チャーチルダウンズ競馬場・11月4日）優勝 : レッドロックス、騎手 : ランフランコ・デットーリ
- ブリーダーズカップクラシック（チャーチルダウンズ競馬場・11月4日）優勝 : インヴァソール、騎手 : フェルナンド・ハラ

エクリプス賞
- 年度代表馬 - インヴァソール
- 最優秀騎手 - エドガー・プラード

### アラブ首長国連邦
- ドバイワールドカップ（ナド・アルシバ競馬場・3月25日）優勝 : エレクトロキューショニスト、騎手 : ランフランコ・デットーリ

### イギリス
- チャンピオンハードル（チェルトナム競馬場・3月14日）優勝 : ブレーヴインカ、騎手 : トニー・マッコイ
- チェルトナムゴールドカップ（チェルトナム競馬場・3月17日）優勝 : ウォーオブアトリション、騎手 : コナー・オドワイヤー
- グランドナショナル（エイントリー競馬場・4月8日）優勝：ナンバーシックスヴァルヴァーディ、騎手：ナイアル・マッデン
- 2000ギニー（ニューマーケット競馬場・5月6日）優勝 : ジョージワシントン、騎手 : キーレン・ファロン
- 1000ギニー（ニューマーケット競馬場・5月7日）優勝 : スペシオーサ、騎手 : マイケル・フェントン
- エプソムオークス（エプソム競馬場・6月2日）優勝 : アレクサンドローヴァ、騎手 : キーレン・ファロン
- エプソムダービー（エプソム競馬場・6月3日）優勝 : サーパーシー、騎手 : マーティン・ドワイヤー
- キングジョージ6世&クイーンエリザベスダイヤモンドステークス（アスコット競馬場・7月29日）優勝 : ハリケーンラン、騎手 : クリストフ・スミヨン 3着 : ハーツクライ
- セントレジャーステークス（ヨーク競馬場・9月9日）優勝 : シックスティーズアイコン、騎手 : ランフランコ・デットーリ
- イギリス平地最多勝利騎手 : ライアン・ムーア
- イギリス障害最多勝利騎手 : トニー・マッコイ

### オーストラリア
- コックスプレート（ムーニーヴァレー競馬場・10月28日）優勝：フィールズオブオマー、騎手：クレイグ・ウィリアムズ
- メルボルンカップ（フレミントン競馬場・11月7日）優勝 : デルタブルース、騎手 : 岩田康誠、2着 : ポップロック

### シンガポール
- シンガポール航空インターナショナルカップ（クランジ競馬場・5月14日）優勝 : コスモバルク、騎手 : 五十嵐冬樹

### フランス
- アメリカ賞（ヴァンセンヌ競馬場・1月29日）優勝 : ギガントネオ、馭手 : Dominik Locqueneux （1位入線馬ジャグドベルウは禁止薬物検出（飼料汚染）のため失格）
- プール・デッセ・デ・プーラン（ロンシャン競馬場・5月14日）優勝 : オージールールズ、騎手 : キーレン・ファロン）
- ジョッケクルブ賞（シャンティイ競馬場・6月4日）優勝 : ダルシ、騎手 : クリストフ・スミヨン
- ディアヌ賞（シャンティイ競馬場・6月11日）優勝 : コンフィデンシャルレディ、騎手 : セバスチャン・サンダース）
- サンクルー大賞（サンクルー競馬場・6月25日）優勝 : プライド、騎手 : クリストフ・ルメール）
- ジャック・ル・マロワ賞（ドーヴィル競馬場・8月13日）優勝 : リブレティスト（騎手 : ランフランコ・デットーリ）
- 凱旋門賞（ロンシャン競馬場・10月1日）優勝 : レイルリンク、騎手 : ステファン・パスキエ （ディープインパクトは3位に入線したが、禁止薬物使用のため後に失格）

### 香港
- クイーンエリザベス2世カップ（沙田競馬場・4月23日）優勝 : イリデセンス、騎手 : ウェイチョン・マーウィング
- 香港国際競走（沙田競馬場・12月10日）
  - 香港ヴァーズ 優勝 : コリアーヒル、騎手 : ディーン・マッキューン、4着 : ソングオブウインド
  - 香港スプリント 優勝 : アブソリュートチャンピオン、騎手 : ブレット・プレブル
  - 香港マイル 優勝 : ザデューク、騎手 : オリビエ・ドルーズ
  - 香港カップ 優勝 : プライド、騎手 : クリストフ・ルメール、2着 : アドマイヤムーン

### 広域・その他
- カルティエ賞年度代表馬 : ウィジャボード

### ワールド・サラブレッド・レースホース・ランキング
| レート | 距離区分     | 競走馬名                          |
| ------ | ------------ | --------------------------------- |
| 123    | 芝・超長距離 | ディープインパクト                |
| 127    | 芝・長距離   | レイルリンク / ディープインパクト |
| 126    | 芝・中距離   | ディラントーマス                  |
| 127    | 芝・短距離   | ジョージワシントン                |
| 120    | 芝・超短距離 | テイクオーバーターゲット          |
| 119    | ダ・長距離   | ジャジル                          |
| 129    | ダ・中距離   | インヴァソール                    |
| 128    | ダ・短距離   | ディスクリートキャット            |
| 120    | ダ・超短距離 | ヘニーヒューズ / ソーズエコー     |

- 南半球の一部競走については未確定

## 競輪
- 競輪祭朝日新聞社杯争奪競輪王決定戦（小倉競輪場・1月26日〜29日）優勝 : 小倉竜二
- 東西王座戦（西）（奈良競輪場・2月18日〜21日）優勝 : 沢田義和
- 東西王座戦（東）（伊東温泉競輪場・2月23日〜26日）優勝 : 山崎芳仁
- 日本選手権競輪（立川競輪場・3月21日〜26日）優勝 : 吉岡稔真
- ふるさとダービー（小松島競輪場・4月8日〜11日）優勝 : 一丸安貴
- 高松宮記念杯競輪（大津びわこ競輪場・6月1日〜4日）優勝 : 山崎芳仁
- 寬仁親王牌・世界選手権記念トーナメント（前橋競輪場・7月1日〜4日）優勝 :後閑信一
- サマーナイトフェスティバル（函館競輪場・7月21日〜22日）優勝 :市田佳寿浩
- ふるさとダービー（富山競輪場・8月4日〜8日）優勝 : 平原康多
- オールスター競輪（花月園競輪場・9月2日〜9月6日）優勝 : 井上昌己
- 共同通信社杯競輪（岐阜競輪場・10月6日〜10月9日）優勝 : 合志正臣
- ふるさとダービー（防府競輪場・11月2日〜5日）優勝 : 手島慶介
- 読売新聞社杯全日本選抜競輪（いわき平競輪場・12月2日〜5日）優勝 :合志正臣
- ヤンググランプリ06（京王閣競輪場・12月29日）優勝 : 金成和幸
- KEIRINグランプリ06（京王閣競輪場・12月30日）優勝 : 有坂直樹

## 剣道
- 第13回世界剣道選手権大会（12月8日 - 12月10日、台北）
男子個人優勝 : 北条将臣（ 日本）
男子団体優勝 :  韓国
女子個人優勝 : 杉本早恵子（ 日本）
女子団体優勝 :  日本
- 第54回全日本剣道選手権大会（11月3日、日本武道館）
優勝 : 内村良一（警視庁）
- 第45回全日本女子剣道選手権大会（9月3日、静岡県武道館）
優勝 : 村上千夏（埼玉県警）

## ゴルフ

### 世界4大大会（男子）
- マスターズ優勝者：フィル・ミケルソン（ アメリカ合衆国）

日本勢最高は、片山晋呉の＋4（292）で27位タイ
- 全米オープン優勝者：ジェフ・オギルビー（ オーストラリア）

日本勢最高は、今田竜二の＋9（289）で12位タイ
- 全英オープン優勝者：タイガー・ウッズ（ アメリカ合衆国）

日本勢最高は、谷原秀人の-11（277）で5位タイ
- 全米プロゴルフ優勝者：タイガー・ウッズ（ アメリカ合衆国）

日本勢最高は、谷原秀人の＋4（292）で55位タイ

### 世界4大大会（女子）
- クラフト・ナビスコ選手権優勝者：カリー・ウェブ（ オーストラリア）

日本勢最高は、不動裕理の＋2（290）で15位タイ
- 全米女子プロゴルフ優勝者：朴セリ（ 韓国）

日本勢最高は、宮里藍の-7（281）で3位タイ
- 全米女子オープン優勝者：アニカ・ソレンスタム（ スウェーデン）

日本勢最高は、宮里藍の＋14（298）で28位タイ
- 全英女子オープン優勝者：シェリー・スタインハウアー（ アメリカ合衆国）

日本勢最高は、宮里藍の0（288）で9位

### PGA・男子国際大会
世界ゴルフ選手権シリーズ
- アクセンチュア・マッチプレー選手権優勝者：ジェフ・オギルビー（ オーストラリア）
- ブリヂストン招待選手権優勝者：タイガー・ウッズ（ アメリカ合衆国）
- アメリカン・エキスプレス選手権優勝者：タイガー・ウッズ（ アメリカ合衆国）
- ワールドカップゴルフ優勝国： ドイツ（ベルンハルト・ランガー＆マルセル・シェム）

### LPGA・女子国際大会
- 第2回ワールドカップ（1月20 - 22日、 南アフリカ共和国・サンシティ）
  - 優勝： スウェーデン -7（281） 準優勝： スコットランド 3位： ウェールズ
    -  日本（宮里藍・横峯さくらペア）は+8、296で12位に終わり、連覇を逃す。

### PGA・日本男子メジャー大会
- 日本プロゴルフ選手権大会（5月11日 - 14日、岐阜県・谷汲カントリークラブ）
  - 優勝：近藤智弘 -10（278） 初優勝
- 日本ゴルフツアー選手権（6月29日 - 7月2日、茨城県・宍戸ヒルズカントリークラブ）
  - 優勝：高橋竜彦 -7（273） 初優勝
- 日本オープンゴルフ選手権競技（10月12日 - 15日、埼玉県・霞ヶ関宍カントリークラブ・西コース）
  - 優勝：ポール・シーハン -7（277） 初優勝
- 日本シリーズ（11月30日 - 12月3日、東京都・東京よみうりカントリークラブ）
  - 優勝：ジーブ・ミルカ・シン -11（269） 初優勝

### JLPGA・日本女子メジャー大会
- 日本女子プロゴルフ選手権大会（9月7日 - 10日、北海道・ニドムクラシックコース・ニスパコース）
  - 優勝：宮里藍 -6（272） 初優勝
- 日本女子オープンゴルフ選手権競技（9月28日 - 10月1日、大阪府・茨木カントリークラブ・西コース）
  - 優勝：張晶 -9（279） 初優勝
    - 日本勢最高は宮里藍の -3(285)
- LPGAツアーチャンピオンシップ（11月23日 - 26日、宮崎県・宮崎カントリークラブ）
  - 優勝：横峯さくら -11（277） 初優勝

### 日本男子
- 賞金王 片山晋呉（3年連続4回目）

### 日本女子
- 賞金女王 大山志保（初）

## 自転車競技
- 世界室内自転車競技選手権（11月24日 - 26日、 ドイツ・Chemnitz）

### ロードレース
- 第89回ジロ・デ・イタリア（5月6日 - 28日）
個人総合優勝：イヴァン・バッソ（ イタリア、チームCSC）
ポイント賞：パオロ・ベッティーニ（ イタリア、クイックステップ）
山岳賞：フアンマヌエル・ガラーテ（ スペイン、クイックステップ）
コンビネーション賞：パオロ・サヴォルデッリ（ イタリア、ディスカバリーチャンネル）
- 第93回ツール・ド・フランス（7月1日 - 23日）
個人総合優勝：オスカル・ペレイロ（ スペイン、ケスデパーニュ）。
全レース終了後に行われたドーピング検査で陽性反応が出ていたとして、総合優勝は保留扱いとされてきた、個人総合第一位フロイド・ランディス（ アメリカ合衆国、フォナック）の扱いについて2007年9月20日、USADA（アメリカ合衆国反ドーピング機関）が失格とする告知を出したことから、総合2位のペレイロの繰り上げ総合優勝はこの時点で決定的となった。正式に総合優勝が認定された日は、ツール・ド・フランス総合ディレクターよりマイヨ・ジョーヌ（優勝者を記すジャージ）が手渡された、2007年10月15日。
ポイント賞：ロビー・マキュアン（ オーストラリア、ダヴィタモン・ロット）
山岳賞：ミカエル・ラスムッセン（ デンマーク、ラボバンク）
新人賞：ダミアーノ・クネゴ（ イタリア、ランプレ・フォンディタル）
- 第61回ブエルタ・ア・エスパーニャ（8月26日〜9月17日）
個人総合優勝：アレクサンドル・ヴィノクロフ（ カザフスタン、アスタナ）
ポイント賞 : トル・フースホフト（ ノルウェー、クレディ・アグリコール）
山岳賞 : エゴイ・マルティネス（ スペイン、ディスカバリーチャンネル）
コンビネーション賞 : アレクサンドル・ヴィノクロフ（アレクサンドル・ヴィノクロフ、アスタナ）
- ロード世界選手権（ オーストリア・ザルツブルク・9月20日 - 24日）
エリート男子ロード優勝：パオロ・ベッティーニ（ イタリア）
エリート男子タイムトライアル優勝：ファビアン・カンチェラーラ（ スイス）
- UCIプロツアー
個人総合優勝者：アレハンドロ・バルベルデ（ スペイン、ケスデパーニュ）
- ジャパンカップサイクルロードレース（宇都宮市・10月21日〜22日）
男子エリート優勝：リカルド・リッコ（ イタリア、サウニエルデュバル）

### トラックレース
- トラック世界選手権（4月13日 - 16日、 フランス・ボルドー）
男子スプリント優勝：テオ・ボス（ オランダ）
男子ケイリン優勝：テオ・ボス（ オランダ）

## 柔道
- 嘉納治五郎杯国際柔道大会（日本武道館・1月14日 - 15日）
- 全日本選抜柔道体重別選手権大会（福岡市民体育館・4月2日）
- 全日本女子選抜体重別選手権大会（横浜文化体育館・4月9日）
- 皇后盃全日本女子柔道選手権大会（東京武道館・4月23日）

優勝：塚田真希（綜合警備保障）
- 全日本柔道選手権大会（日本武道館・4月29日）

優勝：石井慧（国士舘大学）
- 講道館杯全日本柔道体重別選手権大会（11月18日 - 19日・千葉ポートアリーナ）
- 福岡国際女子柔道選手権（福岡国際センター・12月16日 - 17日）

## 水泳
- 第8回世界短水路選手権（4月5日 - 9日、 中国・上海市）
- 第10回パンパシフィック水泳選手権（8月17日 - 20日、 カナダ・ビクトリア）
- 第47回日本短水路選手権水泳競技大会（2月25日 - 26日、東京辰巳国際水泳場）
- 第82回日本選手権水泳競技大会（競泳 - 4月20日 - 23日・東京辰巳国際水泳場、シンクロ - 5月2日 - 5日・横浜国際プール、水球 - 6月30日 - 7月2日・東京体育館屋内プール、飛込 - 8月4日 - 6日・東京辰巳国際水泳場）

## スケート

### ショートトラック
- ショートトラック世界チーム選手権 （3月25日 - 26日、 カナダ・モントリオール）
- ショートトラック世界選手権 （3月31日 - 4月2日、 アメリカ合衆国・ミネアポリス）

### スピードスケート
- 世界スプリントスピードスケート選手権大会（1月21、22日、 オランダ・ヘーレンフェイン）
  - 総合優勝：
    - 男子：ジョーイ・チーク（ アメリカ合衆国）
      - 日本勢は2日目の1000mで4位に入った今井裕介が総合で12位だったのが最高、以下長島圭一郎22位、500m世界記録保持者の加藤条治は初日の500m7位が最高で総合は28位、清水宏保は初日の500m8位が最高で総合29位

    - 女子：スベトラーナ・ジュロワ（ ロシア）
      - 日本勢は吉井小百合の8位が最高、以下岡崎朋美11位、大菅小百合14位、外ノ池亜希21位
- 世界オールラウンドスピードスケート選手権大会（3月18日 - 19日、 カナダ・カルガリー）
男子総合優勝 : シャーニー・デービス（ アメリカ合衆国）
女子総合優勝 : シンディー・クラッセン（ カナダ）

### フィギュアスケート
- 2006年四大陸フィギュアスケート選手権（1月23日 - 29日、 アメリカ合衆国・コロラドスプリングス）
男子シングル優勝：織田信成（ 日本）
女子シングル優勝：ケーティ・テーラー（ アメリカ合衆国）
ペア優勝：井上怜奈、ジョン・ボールドウィン（ アメリカ合衆国）
アイスダンス優勝：タニス・ベルビン、ベンジャミン・アゴスト（ アメリカ合衆国）
- 2006年トリノオリンピックのフィギュアスケート競技（2月11日 - 23日、 イタリア・トリノ・パラベラ）
男子シングル優勝：エフゲニー・プルシェンコ（ ロシア）
女子シングル優勝：荒川静香（ 日本）
ペア優勝：タチアナ・トトミアニナ、マキシム・マリニン（ ロシア）
アイスダンス優勝：タチアナ・ナフカ、ロマン・コストマロフ（ ロシア）
- 2006年世界フィギュアスケート選手権（3月20日 - 26日、 カナダ・カルガリー）
男子シングル優勝：ステファン・ランビエール（ スイス）
女子シングル優勝：キミー・マイズナー（ アメリカ合衆国）
ペア優勝：龐清、佟健（ 中国）
アイスダンス優勝：アルベナ・デンコワ、マキシム・スタビスキー（ ブルガリア）
- ISUグランプリファイナル（12月14日 - 17日、 ロシア・サンクトペテルブルク）
男子シングル優勝：ブライアン・ジュベール（ フランス）
女子シングル優勝：金妍兒（ 韓国）
ペア優勝：申雪、趙宏博（ 中国）
アイスダンス優勝：アルベナ・デンコワ、マキシム・スタビスキー（ ブルガリア）
- 第75回全日本フィギュアスケート選手権（12月27日 - 29日、名古屋市総合体育館レインボーアイスアリーナ）
男子シングル優勝：髙橋大輔
女子シングル優勝：浅田真央
アイスダンス優勝：渡辺心、木戸章之

## 体操

### 体操競技
- 世界体操競技選手権（10月14日 - 22日、 デンマーク・オーフス）
男子個人総合優勝 : 楊威（ 中国）
男子団体優勝 :  中国
女子個人総合優勝 : バネッサ・フェラーリ（ イタリア）
女子団体優勝 :  中国
- 全日本体操競技選手権（11月10日 - 12日、国立代々木競技場）
男子個人総合優勝 : 冨田洋之（セントラルスポーツ）
男子団体優勝 : 徳洲会体操クラブ、日本体育大学 - 同点優勝
女子個人総合優勝 : 鶴見虹子（朝日生命体操クラブ）、上村美揮（朝日生命体操クラブ） - 同点優勝
女子団体優勝 : 朝日生命体操クラブ

### 新体操
- 第59回全日本新体操選手権大会（11月3日 - 5日、三重県営サンアリーナ）
男子個人総合優勝 : 大原秀一（青森大学）
男子団体総合優勝 : 青森大学
女子個人総合優勝 : 村田由香里（日本体育大学大学院）
女子団体総合優勝 : 東京女子体育大学

### トランポリン
- 第43回全日本トランポリン競技選手権大会（10月28日 - 29日、須賀川アリーナ）
男子個人優勝 : 上山容弘（大阪体育大学）
女子個人優勝 : 廣田遥（阪南大学）

## 卓球
- 第65回全日本卓球選手権大会（東京体育館、1月10日 - 15日）
男子シングルス優勝 : 吉田海偉（2年連続2回目）
女子シングルス優勝 : 金沢咲希（初優勝）
男子ダブルス優勝 : 倉嶋洋介、田勢邦史
女子ダブルス優勝 : 高橋美貴江、潮崎由香
混合ダブルス優勝 : 足立卓也、福岡春菜
- 世界卓球選手権大会団体戦（4月24日 - 5月1日、 ドイツ・ブレーメン）
男子優勝 : 中国
女子優勝 : 中国

## テニス

### グランドスラム
- 全豪オープン　男子単優勝：ロジャー・フェデラー（ スイス）、女子単優勝：アメリ・モレスモ（ フランス）
- 全仏オープン　男子単優勝：ラファエル・ナダル（ スペイン）、女子単優勝：ジュスティーヌ・エナン・アーデン（ ベルギー）
- ウィンブルドン　男子単優勝：ロジャー・フェデラー（ スイス）、女子単優勝：アメリ・モレスモ（ フランス）
- 全米オープン　男子単優勝：ロジャー・フェデラー（ スイス）、女子単優勝：マリア・シャラポワ（ ロシア）

### デビスカップ・フェドカップ
- デビスカップ決勝（12月1日 - 3日、 ロシア・モスクワ）
ロシア （3勝2敗）アルゼンチン
- フェドカップ決勝（9月16日 - 17日、 ベルギー・シャルルロワ）
イタリア （3勝2敗） ベルギー

### 日本
- 全日本テニス選手権（11月12日 - 19日、東京都・有明テニスの森公園）
  - 男子単決勝 岩渕聡 2 - 1 松井俊英
  - 女子単決勝 高雄恵利加 2 - 0 中村藍子

## バドミントン
- トマス杯決勝（5月7日・東京体育館）
 中国 3-0  デンマーク
- ユーバー杯（5月6日・東京体育館）
 中国 3-0  オランダ
- 世界バドミントン選手権大会（9月18日 - 24日、 スペイン）
男子シングルス優勝：林丹（ 中国）
女子シングルス優勝：謝杏芳（ 中国）
男子ダブルス優勝：付海峰、蔡贇
女子ダブルス優勝：高凌、黄穂（ 中国）
混合ダブルス優勝：ネイサン・ロバートソン、ゲイル・エムス（ イングランド）
- 全英オープン（1月17日 - 22日）
男子シングルス優勝：林丹（ 中国）
女子シングルス優勝：謝杏芳（ 中国）
男子ダブルス優勝：イェンス・エリクソン、マーチン・ルンドガード・ハンセン（ デンマーク）
女子ダブルス優勝：高凌、黄穂（ 中国）
混合ダブルス優勝：張軍、高凌（ 中国）
- 全日本総合バドミントン選手権大会（11月14日 - 19日）
男子シングルス優勝：佐藤翔治（NTT東日本）
女子シングルス優勝：廣瀬栄理子（三洋電機）
男子ダブルス優勝：坂本修一、池田信太郎（日本ユニシス）
女子ダブルス優勝：小椋久美子、潮田玲子（三洋電機）
混合ダブルス優勝：舛田圭太(トナミ運輸)、前田美順（NEC九州）
- バドミントン日本リーグ（10月28日 - 12月24日）
男子優勝：日本ユニシス
女子優勝：三洋電機

## ハンドボール
- 全日本総合ハンドボール選手権（12月20日 - 24日、名古屋市）
男子決勝 : 大同特殊鋼 39- 34 大崎電気
女子決勝 : オムロン 33- 23 ソニーセミコンダクタ九州
- 第30回日本ハンドボールリーグ（2005-2006シーズン）
男子1部優勝 : 大同特殊鋼
男子2部優勝 : 北陸電力
女子優勝 : オムロン

## プロレス
- プロレス大賞MVP　鈴木みのる（パンクラス）
- G1クライマックス優勝　天山広吉（3回目）
- 世界最強タッグ決定リーグ戦優勝　天山広吉＆小島聡組「テンコジタッグ」

## ボクシング

### プロボクシング

#### 日本のジム所属選手の世界戦
| 開催日   | 会場                               | タイトル種別                             | 対戦者                                            | 結果             | 対戦者                                                 |
| -------- | ---------------------------------- | ---------------------------------------- | ------------------------------------------------- | ---------------- | ------------------------------------------------------ |
| 1月9日   | 横浜市西区 パシフィコ横浜          | WBC世界ミニマム級 タイトルマッチ         | イーグル京和 （王者／角海老宝石）                 | ☆7RTKO★          | 中島健 （8位／グリーンツダ）                           |
| 1月29日  | 福岡市中央区 福岡市 九電記念体育館 | WBC世界フェザー級 タイトルマッチ         | 池仁珍 （王者／ 韓国）                            | ★判定1-2☆        | 越本隆志 （5位／Fukuoka）                              |
| 2月27日  | 大阪市 大阪市中央体育館            | WBC世界スーパーフライ級 タイトルマッチ   | 徳山昌守 （王者／金沢）                           | ☆判定3-0★        | ホセ・ナバーロ （1位／ アメリカ合衆国）                |
| 3月4日   | 文京区 後楽園ホール                | WBA世界ミニマム級 タイトルマッチ         | 新井田豊 （王者／横浜光）                         | ☆判定3-0★        | ロナルド・バレラ · （8位／ コロンビア）                |
| 3月25日  | 神戸市 神戸ワールド 記念ホール     | WBC世界バンタム級 タイトルマッチ         | 長谷川穂積 （王者／千里馬神戸）                   | ☆9RKO★           | ウィラポン・ ナコンルアンプロモーション （1位／ タイ） |
| 5月1日   | タイ バンコク                      | WBC世界フライ級 タイトルマッチ           | ポンサクレック・ ウォンジョンカム （王者／ タイ） | ☆判定3-0★        | 中広大悟 （15位／広島三栄）                            |
| 5月6日   | 文京区 後楽園ホール                | WBC世界ミニマム級 タイトルマッチ         | イーグル京和 （王者／角海老宝石）                 | ☆判定3-0★        | ロデル・マヨール （1位／三迫）                         |
| 5月20日  | アメリカ合衆国 ロサンゼルス        | WBC世界ライト級 暫定王座決定戦           | 稲田千賢 （3位／帝拳）                            | ★6RTKO☆          | ホセ・アルマンド・サンタクルス （4位／ メキシコ）      |
| 7月22日  | 東大阪市 東大阪アリーナ            | WBA世界スーパーフライ級 タイトルマッチ   | マーティン・カスティーリョ （王者／ メキシコ）    | ★10RTKO☆         | 名城信男 （1位／六島）                                 |
| 7月30日  | 福岡市博多区 マリンメッセ福岡      | WBC世界フェザー級 タイトルマッチ         | 越本隆志 （王者／FUKUOKA）                        | ★7RTKO☆          | ルディ・ロペス （14位／ メキシコ）                     |
| 8月2日   | 横浜市港北区 横浜アリーナ          | WBA世界ライトフライ級 王座決定戦         | ファン・ランダエタ （1位／ ベネズエラ）           | ★判定1-2☆        | 亀田興毅 （2位／協栄）                                 |
| 8月5日   | パナマ パナマシティ                | WBA世界スーパーフェザー級 タイトルマッチ | ビセンテ・モスケラ （王者／ パナマ）              | ★10RTKO☆         | エドウィン・バレロ （1位／帝拳）                       |
| 9月18日  | 横浜市西区 パシフィコ横浜          | WBC世界スーパーフライ級 暫定王座決定戦   | 川嶋勝重 （2位／大橋）                            | ★判定1-2☆        | クリスチャン・ミハレス （4位／ メキシコ）              |
| 10月9日  | 文京区 後楽園ホール                | WBC世界ライトフライ級 暫定タイトルマッチ | ワンディー・シンワンチャー （前暫定王者／ タイ）  | ☆判定3-0★        | 嘉陽宗嗣 （9位／白井・具志堅）                         |
| 11月7日  | 大阪市北区 グランキューブ大阪      | WBA世界ミニマム級 暫定王座決定戦         | カルロス・メロ （1位／ パナマ）                   | ★9R負傷判定☆ 0-3 | 高山勝成 （5位／グリーンツダ）                         |
| 11月13日 | 千代田区 日本武道館                | WBC世界バンタム級 タイトルマッチ         | 長谷川穂積 （王者／千里馬神戸）                   | ☆判定3-0★        | ヘナロ・ガルシア （1位／ メキシコ）                    |
| 11月13日 | 千代田区 日本武道館                | WBC世界ミニマム級 タイトルマッチ         | イーグル京和 （王者／角海老宝石）                 | ☆判定3-0★        | ロレンソ・トレホ （4位／ メキシコ）                    |
| 12月2日  | 大阪市浪速区 大阪府立体育会館      | WBA世界スーパーフライ級 タイトルマッチ   | 名城信男 （王者／六島）                           | ☆判定3-0★        | エデュアルド・ガルシア （13位／ メキシコ）             |
| 12月2日  | フランス パリ                      | WBA世界フライ級 暫定王座決定戦           | ロベルト・バスケス （1位／ パナマ）               | ☆判定2-1★        | 坂田健史 （3位／協栄）                                 |
| 12月10日 | ロシア モスクワ                    | WBC世界ヘビー級 タイトルマッチ           | オレグ・マスカエフ （王者／ カザフスタン）        | ☆判定3-0★        | MG・ピーター （8位／緑）                               |
| 12月20日 | 江東区 有明コロシアム              | WBA世界ライトフライ級 タイトルマッチ     | 亀田興毅 （王者／協栄）                           | ☆判定3-0★        | ファン・ランダエタ （1位／ ベネズエラ）                |

## モータースポーツ

### 四輪カテゴリー
- テレフォニカ・ダカールラリー（2005年12月31日 - 2006年1月15日、 ポルトガル・リスボン -  セネガル・ダカール）
四輪部門総合優勝 : リュック・アルファン（ フランス、三菱・パジェロエボリューション） 53時間47分32秒
- F1
  - ドライバーズチャンピオン : フェルナンド・アロンソ（ スペイン、ルノー）134ポイント（2年連続2回目）
  - コンストラクターズチャンピオン : ルノー 206ポイント（2年連続2回目）
  - モナコGP（5月28日、モナコ・モンテカルロ市街地コース）

優勝 : フェルナンド・アロンソ（ スペイン、ルノー）
2位 : ファン・パブロ・モントーヤ（ コロンビア、マクラーレン）
3位 : デビッド・クルサード（ イギリス、レッドブル）
  - 日本グランプリ（10月8日、三重県・鈴鹿サーキット）

優勝 : フェルナンド・アロンソ（ スペイン、ルノー）
2位 : フェリペ・マッサ（ ブラジル、フェラーリ）
3位 : ジャンカルロ・フィジケラ（ イタリア、ルノー）
- WRC 世界ドライバーズ・チャンピオンシップ : セバスチャン・ローブ（ フランス、シトロエン）
  - ラリージャパン

優勝 : セバスチャン・ローブ（ フランス、シトロエン）
- IRL ドライバーズ・チャンピオンシップ : サム・ホーニッシュJr.（ アメリカ合衆国、マールボロ・チーム・ペンスキー/ダラーラ/ホンダ）
  - インディジャパン300（4月22日、栃木県・ツインリンクもてぎ）

優勝 : エリオ・カストロネベス（ ブラジル、マールボロ・チーム・ペンスキー/ダラーラ/ホンダ）
  - インディ500（5月28日、 アメリカ合衆国・インディアナポリス・モーター・スピードウェイ）

優勝 : サム・ホーニッシュJr.（6月17日 - 18日、 アメリカ合衆国、マールボロ・チーム・ペンスキー/ダラーラ/ホンダ）
- ル・マン24時間レース（ フランス・ル・マンサルト・サーキット）
総合優勝 : フランク・ビエラ（ ドイツ）/エマヌエーレ・ピッロ（ イタリア）/マルコ・ベルナー（ドイツ）
（アウディスポーツ・チームヨースト（ ドイツ）、アウディR10） 380周
- フォーミュラ・ニッポン シリーズチャンピオン：ブノワ・トレルイエ（ フランス、mobilecast IMPUL）
- SUPER GT
GT500クラスシリーズチャンピオン：脇阪寿一 / アンドレ・ロッテラー（レクサス・SC430）
GT300クラスシリーズチャンピオン：山野哲也 / 井入宏之 (マツダ・RX-7)

### 二輪カテゴリー
- テレフォニカ・ダカールラリー（2005年12月31日 - 2006年1月15日、 ポルトガル・リスボン -  セネガル・ダカール）
二輪部門総合優勝 : マルク・コマ（ スペイン、KTM (オートバイ)） 55時間27分17秒
- MotoGP MotoGPクラス世界ライダーズ・チャンピオンシップ：ニッキー・ヘイデン（ アメリカ合衆国、ホンダ）
  - 日本グランプリ（9月24日、栃木県・ツインリンクもてぎ）

MotoGPクラス優勝 : ロリス・カピロッシ（ イタリア、ドゥカティ）
- 鈴鹿8時間耐久ロードレース（三重県・鈴鹿サーキット、7月30日）
総合優勝 : 辻村猛/伊藤真一（F.C.C. TSR ZIP-FM Racing Team） 214周
- 全日本ロードレース選手権 JSB1000クラスシリーズチャンピオン：伊藤真一（ホンダ）

## ラグビー

### 国際大会
- シックス・ネイションズ（2月4日 - 3月18日）
優勝 :  フランス（4勝1敗）
- トライネイションズ（7月8日 - 9月9日）
優勝 :  ニュージーランド（5勝1敗）

### 全日本選手権
- 決勝：2月26日、東京・秩父宮ラグビー場

東芝府中ブレイブルーパス 6-6 NECグリーンロケッツ
- - 5年ぶり史上2度目の両チーム優勝。東芝府中はトップリーグ、マイクロソフトカップと合わせ3冠達成。NECは大会連覇。

### ジャパンラグビートップリーグ
- ジャパンラグビートップリーグ  - 1月9日
優勝 : 東芝府中ブレイブルーパス 勝点46 （2年連続2度目）
- マイクロソフトカップ決勝 - 2月5日
東芝府中ブレイブルーパス 33-18 サントリーサンゴリアス
  - 東芝府中は2年連続2度目の同大会優勝とともに、2年連続でトップリーグとの2冠も達成

### 日本の学生ラグビー
- 全国高校ラグビーフットボール大会決勝（近鉄花園ラグビー場・1月7日）
伏見工業（京都）36‐12桐蔭学園（神奈川）（5年ぶり4回目）
- 全国大学ラグビーフットボール選手権大会決勝（国立霞ヶ丘競技場陸上競技場・1月8日）
早稲田大学41‐5関東学院大学（2年連続13回目）

## 陸上競技
- 第11回世界室内陸上選手権（3月3日 - 5日、モスクワ）
- IAAFグランプリ大阪大会（5月6日、長居陸上競技場）
- 第90回日本陸上競技選手権大会（6月30日 - 7月2日、神戸）
- スーパー陸上（9月23日、日産スタジアム）
- 第19回南部忠平記念陸上競技大会（9月10日、札幌市円山陸上競技場）
- 群馬リレーカーニバル（9月17日、敷島公園陸上競技場）
- 10月27日 - 29日 - 陸上競技・第37回ジュニアオリンピック（日産スタジアム）

### マラソン

#### ワールドマラソンメジャーズ
- ボストンマラソン（4月17日）
男子優勝：ロバート・チェルイヨット（ ケニア） 2時間07分14秒
女子優勝：リタ・ジェプトゥー（ ケニア） 2時間23分38秒
- ロンドンマラソン（4月23日）
男子優勝：フェリックス・リモ（ ケニア） 2時間06分39秒
女子優勝：ディーナ・カスター（ アメリカ合衆国） 2時間19分36秒
- ベルリンマラソン（9月24日）
男子優勝：ハイレ・ゲブレセラシェ（ エチオピア） 2時間05分56秒
女子優勝：ゲテ・ワミ（ エチオピア） 2時間21分34秒
- シカゴマラソン（10月22日）
男子優勝：ロバート・チェルイヨット（ ケニア） 2時間07分02秒
女子優勝：ベルハネ・アデレ（ エチオピア） 2時間20分42秒
- ニューヨークシティマラソン（11月5日）
男子優勝：マリウソン・ゴメス・ドスサントス（ ブラジル） 2時間09分58秒
女子優勝：エレナ・プロコプツカ（ ラトビア） 2時間25分04秒

#### 日本国内大会

##### 男子
- 別府大分毎日マラソン
  - 2月5日、大分市 大分市営陸上競技場スタート・ゴール
    - 優勝：ゲルト・タイス（ 南アフリカ共和国）2時間9分45秒 （10年ぶり2回目）
    - 日本勢最高は佐藤智之（旭化成）の2位（2時間11分46秒）
- 2006 東京国際マラソン 兼 第15回アジア競技大会代表選考会
  - 2月12日、東京国立競技場スタート・ゴール
    - 優勝：アンベッセ・トロッサ（ エチオピア）2時間8分58秒 （初優勝）
    - 日本勢最高は高岡寿成（カネボウ）の2位（2時間9分31秒）高岡は同大会連覇を逃した
- びわ湖毎日マラソン
  - 3月5日、滋賀県大津市 皇子山陸上競技場スタート・ゴール
    - 優勝：ホセ・リオス（ スペイン）2時間9分15秒 （2年ぶり2回目）
    - 日本勢最高は松宮隆行（コニカミノルタ）の2位（2時間10分20秒）
- 第37回防府読売マラソン
  - 12月17日、山口県防府市陸上競技場スタート・ゴール
    - 優勝：里内正幸（スズキ）
- 福岡国際マラソン
  - 12月3日、福岡県福岡市 平和台陸上競技場スタート・ゴール
    - 優勝：ハイレ・ゲブレシラシエ（ エチオピア）2時間6分52秒 （初優勝）
    - 日本勢最高は奥谷亘（SUBARU）の4位（2時間8分49秒）

##### 女子
- 大阪国際女子マラソン
  - 1月29日、大阪市 長居陸上競技場スタート・ゴール
  - 優勝 : キャサリン・ヌデレバ（ ケニア）2時間25分5秒 （初優勝）
  - 日本勢最高は小幡佳代子（アコム）の2位（2時間25分52秒）
- 名古屋国際女子マラソン
  - 3月12日、名古屋市 名古屋市瑞穂公園陸上競技場スタート・ゴール
  - 優勝 : 弘山晴美（資生堂）2時間23分26秒 （初優勝）
- 東京国際女子マラソン
  - 11月19日、東京都 国立霞ヶ丘競技場スタート・ゴール
  - 優勝 : 土佐礼子（三井住友海上）2時間26分15秒 （初優勝）

##### 男女混合
- 長野オリンピック記念長野マラソン
  - 4月16日、長野市長野運動公園前スタート - 長野オリンピックスタジアムゴール
  - 男子優勝 : ネファト・キニャンジュ（ ケニア）2時間11分19秒
  - 日本勢最高は 藤本大輔の8位（2時間16分30秒）
  - 女子優勝 : アルビナ・イワノワ（ ロシア）2時間28分52秒
  - 日本勢最高は 星野芳美の4位（2時間36分56秒）
- 北海道マラソン
  - 8月27日 北海道 真駒内屋外競技場スタート - 中島公園ゴール

男子優勝 : 渡辺共則（旭化成） 2時間17分50秒
女子優勝 : 吉田香織（資生堂） 2時間32分52秒

### 駅伝

#### 男子
- 第50回全日本実業団駅伝（群馬県・1月1日）
  - 優勝 : コニカミノルタ 4時間44分54秒 （2年連続5度目）
- 第82回東京箱根間往復大学駅伝競走（1月2日 - 3日）
  - 総合優勝 : 亜細亜大学 11時間09分26秒 （初優勝）
  - 往路優勝 : 順天堂大学 5時間33分26秒 （17年ぶり7度目）
  - 復路優勝 : 法政大学 5時間32分55秒 （初優勝）
- 朝日駅伝（1月9日、福岡県）
  - 優勝 : 九電工
- 第11回全国都道府県対抗男子駅伝（広島県・1月22日）
  - 優勝 : 長野 2時間20分23秒 （3年連続3回目）
- 第18回出雲全日本大学選抜駅伝競走（島根県・10月9日）
  - 優勝 : 東海大学 2時間7分48秒 （2年連続2回目）
- 九州一周駅伝（11月3日 - 12日）
  - 優勝 : 福岡県 53時間36分3秒
- 第38回全日本大学駅伝対校選手権大会（愛知県名古屋市→三重県伊勢市・11月5日）
  - 優勝 : 駒澤大学 5時間19分5秒 （2年ぶり6回目）

#### 女子
- 第24回全国都道府県対抗女子駅伝（京都市・1月15日）
  - 優勝 : 京都 2時間15分26秒 （2年連続10回目）
- 選抜女子駅伝北九州大会（1月22日・福岡県北九州市）
  - 優勝
    - 一般の部 : ワコール
    - 高校の部 : 須磨学園高等学校（兵庫県）
- 全日本大学女子選抜駅伝（2月19日・埼玉県）
  - 優勝 : 立命館大学 1時間38分7秒 （3年連続3回目）
- 横浜国際女子駅伝（2月26日・横浜市）
  - 優勝 :  ロシア（3年ぶり8回目）
  - 連覇を狙った 日本は エチオピアと同タイムの3位
- 全日本大学女子駅伝対校選手権大会（10月29日・宮城県）
  - 優勝 : 立命館大学（2年ぶり3回目）
- 東日本女子駅伝（11月12日・福島県）
  - 優勝 : 群馬県 2時間20分37秒
- 全日本実業団対抗女子駅伝大会（12月17日・岐阜県）
  - 優勝 : 資生堂 2時間14分00秒（初優勝）

#### 男女同日開催
- 第18回国際千葉駅伝（11月23日・千葉市）
  - 男子優勝 :  ケニア 1時間57分58秒（2年連続3回目）
    -  日本は2時間0分1秒で2位

  - 女子優勝 :  ケニア 2時間13分35秒（2年連続3回目）
    -  日本は2時間17分0秒で3位
- 男子第57回、女子第18回全国高等学校駅伝競走大会（12月24日・京都市）
  - 男子優勝 : 世羅（広島）2時間3分18秒（32年ぶり5回目）
  - 女子優勝 : 須磨学園（兵庫） 1時間7分34秒（3年ぶり2回目）

### クロスカントリー
- 第20回福岡国際クロスカントリー大会
  - 3月5日、福岡市海の中道海浜公園クロスカントリーコース
- 第41回千葉国際クロスカントリー大会
  - 3月19日、千葉市昭和の森
- 世界クロスカントリー選手権福岡大会
  - 4月1日 - 2日、福岡市海の中道海浜公園クロスカントリーコース

## レスリング
- 世界レスリング選手権大会（9月26日 - 10月1日、 中国・広州） - 日本の獲得メダル : 金5、銀1、銅2
女子55kg級の吉田沙保里がこの大会の準決勝で国際大会100連勝を達成

## スポーツの賞
- 日本プロスポーツ大賞
大賞 : 2006 ワールド・ベースボール・クラシック日本代表（プロ野球）
殊勲賞 : 北海道日本ハムファイターズ（プロ野球）、朝青龍明徳（大相撲）、浦和レッドダイヤモンズ（Jリーグ）
最高新人賞 : 八木智哉（プロ野球）
特別賞 : 王貞治（プロ野球）、中島常幸（男子ゴルフ）、大山志保（女子ゴルフ）
- 平成18年度JOCスポーツ賞
最優秀賞 : 安藤美姫（スケート）
優秀賞 : 荒賀知子（空手道）
新人賞 : 松平健太（卓球）
特別功労賞 : 池田久美子（陸上競技）、髙橋大輔（スケート）、2005年世界水泳選手権男子4x100mメドレーリレー日本代表（森田智己、北島康介、高安亮、細川大輔）
特別栄誉賞 : 該当者なし
- ローレウス世界スポーツ賞
最優秀男子選手 : ロジャー・フェデラー（ スイス、テニス）
最優秀女子選手 : ヤニツァ・コステリッチ（ クロアチア、アルペンスキー）
最優秀チーム : ルノーF1（ フランス）
最優秀新人選手 : ラファエル・ナダル（ スペイン、テニス）
最優秀復活選手 : マルチナ・ヒンギス（ スイス、テニス）
最優秀障害者選手 : エレンスト・ヴァン・ダイク（ 南アフリカ共和国、車いすマラソン）
最優秀新競技選手 : アンジェロ・ダリーゴ（ イタリア、ハンググライダー）
スピリット・オブ・スポーツ賞 : バレンティーノ・ロッシ（ イタリア、MotoGP）
スポーツ貢献賞 : ユルゲン・グリースベック（ストリートフットボールワールド）
生涯功労賞 : ヨハン・クライフ（ オランダ、サッカー）

## その他のスポーツ
- 第4回スポーツアコード国際会議（4月3日 - 7日、 韓国・ソウル）

## 誕生
- 3月11日 - 岡本留佳（佐賀県、テコンドー）
- 4月16日 - マヤ・ジョイント（アメリカ、テニス）
- 6月22日 - 岡本碧優（愛知県、スケートボード）
- 6月23日 - 辻井和花（千葉県、キックボクシング）
- 9月29日 - 森井姫明麗（愛知県、スノーボード）

## 死去
- 1月2日 - 近藤貞雄（愛知県、野球、*1925年）
- 1月5日 - 三浦敬三（青森県、スキー、三浦雄一郎の父、三浦豪太の祖父、*1904年）
- 1月7日 - ハインリヒ・ハラー（オーストリア、登山家、*1912年）
- 1月11日 - エリック・ネームスニック（アメリカ、水泳、*1970年）
- 1月23日 - 高木時夫（埼玉県、野球、*1937年）
- 1月27日 - フィリス・キング（イギリス、テニス、*1905年）
- 1月28日 - ブラック・キャット（メキシコ、プロレスラー、*1954年）
- 2月9日 - 藤田元司（愛媛県、野球、*1931年）
- 2月11日 - ケン・フレッチャー（オーストラリア、テニス、*1940年）
- 2月11日 - ジャッキー・パロ（英語版）（イギリス、プロレスラー、*1926年）
- 3月6日 - カービー・パケット（アメリカ、野球、*1961年）
- 4月16日 - 三宅宅三（岡山県、野球、*1921年）
- 4月25日 - 川崎徳次（佐賀県、野球、*1921年）
- 4月30日 - コリーヌ・レイ＝ベレット（スイス、アルペンスキー、*1972年）
- 5月5日 - 上本孝一（京都府、野球、*1963年）
- 5月11日 - フロイド・パターソン（アメリカ、ボクシング、*1935年）
- 5月26日 - テッド・シュローダー（アメリカ、テニス、*1921年）
- 5月29日 - 鶴ヶ嶺昭男（鹿児島県、元大相撲関脇、先代井筒親方、*1929年）
- 6月5日 - 前田淳（京都府、オートバイレーサー）*1967年）
- 6月17日 - 宿澤広朗（埼玉県、ラグビー日本代表元監督）*1950年）
- 6月23日 - 北天佑勝彦（北海道、元大相撲大関、二十山親方、*1960年）
- 7月13日 - 宮田征典（群馬県、野球、*1939年）
- 7月18日 - 牧野直隆（鹿児島県、元日本高等学校野球連盟会長、*1910年）
- 7月19日 - 田口周（東京都、プロ野球ヤクルトスワローズ球団社長（*1932年）
- 7月24日 - 堀井数男（大阪府、野球選手、*1923年）
- 7月29日 - 長谷川良平（愛知県、プロ野球選手、*1930年）
- 7月31日 - 高橋明（山口県、野球選手、*1942年）
- 8月8日 - 佐藤隆（福島県、騎手、*1957年）
- 8月9日 - 森千夏（東京都、陸上選手、*1980年）
- 8月15日 - ファース・ヴィルケス（オランダ、サッカー選手、*1923年）
- 8月30日 - ジョセフ・オツオリ（ケニア、陸上選手、*1969年）
- 9月11日 - 吉永正人（鹿児島県、騎手・調教師、*1941年）
- 9月13日 - 夏井昇吉（秋田県、柔道家、*1925年）
- 9月16日 - ジュジャ・ケルメツィ（ハンガリー、テニス、*1924年）
- 9月23日 - 梶本隆夫（岐阜県、プロ野球解説者、*1935年）
- 9月26日 - バイロン・ネルソン（アメリカ、ゴルフ、*1912年）
- 10月7日 - 嗣子鵬慶昌（長崎県、元大相撲力士、*1955年）
- 10月11日 - コリー・ライドル（アメリカ、野球選手、*1972年）
- 10月26日 - 大木金太郎（朝鮮、元プロレスラー、*1929年）
- 10月27日 - ジョー・ニークロ（アメリカ、野球、*1944年）
- 10月28日 - トレバー・バービック（ジャマイカ、ボクシング、*1954年）
- 11月5日 - 村山雅美（東京都、登山家、*1918年）
- 11月6日 - フランシスコ・オチョア（スペイン、アルペンスキー、*1950年）
- 11月13日 - 西村進一（京都府、野球、*1919年）
- 11月13日 - 山岡聖怜（福岡県、プロレス）
- 11月17日 - フェレンツ・プスカシュ（ハンガリー、サッカー、*1927年）
- 11月20日 - 梅谷馨（島根県、野球、*1941年）
- 12月7日 - ケビン・ベリー（オーストラリア、水泳、*1945年）
- 12月15日 - クレイ・レガツォーニ（スイス、レーシングドライバー、*1939年）
- 12月16日 - 小城ノ花正昭（佐賀県、相撲、*1935年）
- 12月20日 - 松山吉三郎（鹿児島県、競馬、*1917年）
- 12月23日 - 西塚十勝（北海道、競馬、*1912年）
- 12月27日 - 石井裕士（静岡県、ゴルフ、*1941年）
- 12月31日 - リーゼ・プロコップ（オーストリア、陸上競技、*1941年）